# Palavra de Sabedoria
A Palavra de Sabedoria é uma parte do livro de Doutrina e Convênios, escrito por Joseph Smith, em 1833, que descreve o código da saúde recomendado por A Igreja de Jesus Cristo dos Santos dos Últimos Dias. A aderência às proibições de consumo de bebidas alcoólicas, café, chá preto, tabaco e uso e tráfico de drogas ilícitas é um pré-requisito para o batismo na igreja e para os membros entrarem no templo da igreja e comprometerem-se a uma expressão de Deus.
A Palavra de Sabedoria é justificada com base na analogia que o corpo de um indivíduo está representando o templo de Deus. Inclui uma lista de recomendações alimentares, incluindo o uso frequente de grãos, frutas, legumes e pouco consumo de carnes. Ao longo dos anos, a igreja adicionou dicas para manter a saúde, que foram acrescentadas e são consideradas parte da Palavra de Sabedoria. Algumas sugestões incluem o exercício regular, a melhoria da saúde física e mental, estudo diário das escrituras e educação do país onde residem, etc. Na conferência geral da Igreja de 9 de setembro de 1851, Brigham Young declarou que as recomendações dentro da Palavra de Sabedoria estavam sendo tomadas para todas as ordens aos santos dos últimos dias. A Palavra de Sabedoria é considerado um princípio, com a promessa de incluir bênçãos espirituais para aqueles que cumprem a Palavra de Sabedoria.